# Панчарево (район)
Вижте пояснителната страница за други значения на Панчарево.
„Панчарево“ е най-големият по територия административен район на Столична община с площ от 364 743 дка. Представлява изключително подходящо място за туризъм, спорт и възстановяване в околностите на София. Заема част от подножието и склоновете на Витоша, Плана планина и Лозенската планина, както и прилежащия им участък на река Искър, която в този район образува живописният Панчаревски пролом. Включва десет села: Панчарево, Бистрица, Лозен, Казичене, Кривина, Герман, Кокаляне, Долни Пасарел, Железница и Плана, както и множество вилни зони и жилищни комплекси от затворен тип. Красивата природа и запазените фолклорни традиции определят визията на район Панчарево.
Село Панчарево е административен център на района, но всички останали села имат и собствени кметове, с изключение на с. Плана, което има само кметски наместник.
На територията на района се намират язовир „Искър“, Панчаревското езеро, средновековната крепост Урвич, биосферният резерват Бистришко бранище, както и множество манастири, част от Софийската Света гора.

## Квартали
- Бункера (Карта)

## Население
Общото население на район „Панчарево“ (27 433) е разделено по населени места както следва:
- с. Бистрица – 5256 души
- с. Герман – 2649 души
- с. Долни Пасарел – 1149 души
- с. Железница – 1526 души
- с. Казичене – 4503 души
- с. Кокаляне – 1854 души
- с. Кривина – 1368 души
- с. Лозен – 6014 души
- с. Панчарево – 3042 души
- с. Плана – 72 души

### Етнически състав
Преброяване на населението през 2011 г.
Численост и дял на етническите групи според преброяването на населението през 2011 г.:
|                     | Численост | Дял (в %) |
| Общо                | 28 586    | 100,00    |
| Българи             | 25 690    | 89,86     |
| Турци               | 98        | 0,34      |
| Цигани              | 170       | 0,59      |
| Други               | 93        | 0,32      |
| Не се самоопределят | 81        | 0,28      |
| Неотговорили        | 2454      | 8,58      |

## Забележителности
- Панчаревско езеро – около него са създадени няколко залесени парка, изградени са спортни бази, минерален басейн и няколко уютни заведения за обществено хранене. Районът постепенно придобива характера на благоустроена зона за отдих, която днес се използва основно за водни спортове, излети с леки плавателни съдове, риболов и балнеолечение. Има плажна ивица с дължина 1300 m и водоем за платен риболов. На западния му бряг е разположена Национална гребна база „Средец“, а на източния – гребната база на спортен клуб „Академик“, които се използват за провеждане на тренировки в гребните дисциплини. Над източния стръмен бряг на езерото минава живописна панорамна пътека – един от най-популярните туристически маршрути в Лозенска планина. От южния му край започва защитена зона „Плана“ от екологичната система „Натура 2000“.

- Крепост Урвич – разположена в едноименния меандър на река Искър, обявен за природна забележителност. Крепостта има статут на паметник на културата от национално значение в категория „недвижими паметници с видими архитектурни останки“ от 1979 г.

- Панчаревски минерален извор – на самия бряг на Панчаревското езеро. Известен още от тракийско и римско време. Слабо минерализиран водоизточник с лечебни свойства. Температурата на водата е 48 °C.

- Панчаревски (Урвишки) манастир – той е от типа манастири, изграждани в близост до крепости, което било характерно за късното средновековие. Основан в периода 10 – 12 век, след падането на България под османско владичество манастирът е разрушен. След дълги години забрава основите му са открити едва през 1929 г. от Бона Велинова, след което е доизграждан с дарения от местното население.

- ВЕЦ Панчарево – първата построена водноелектрическа централа в България и на Балканския полуостров, пусната в експлоатация през 1900 г. Осигурявала електричество за осветление, електрически трамвай и двигателна сила за индустриалните предприятия в столицата, с което София се нарежда сред първите електрифицирани европейски столици. Националният политехнически музей ползва сградния фонд от 1975 г. През 1986 г. централата е обявена за паметник на културата.

- Кокалянски манастир – паметник на културата. Известен с Кокалянското евангелие на Йоан Кратовски от 1579 г. В него е намерен т. нар. „Урвишки сборник", съставен през XVI век. Той съдържа 50 листа, представящи сведения за поклонници, беседи и четири похвални слова за архангелите Михаил и Гавриил (включително и похвалното слово от Климент Охридски).

- Германски манастир – считан за най-стар манастир на Софийската Мала Света гора, основан в 10 век. Посветен на Иван Рилски, за когото се предполага, че е живял известно време по тези места. Процъфтявал до края на 14 век, когато е разрушен от османците. Възстановен е през 15 век и в продължение на два века се превръща в духовно средище в този район. През 1928 г. по решение на Софийския епархийски съвет манастирът е отреден за подворие на българския манастир Свети Георги Зограф на полуостров Атон (Света гора).

- Бистришки манастир „Света Петка“ – действащ девически манастир от Х век с храм, посветен на Свети Илия. Разрушен при нашествието на османците през ХІV век. След Освобождението се построява малка черква, просъществувала до 1951 г. През 1956 г. е построена днешната черква. Храмовият празник се чества всяка година на 14 октомври.

- Резерват „Бистришко бранище“ – обявен за защитена територия с постановление на Министерски съвет от 1934 г., с цел запазването на типичната за планината растителност – вековни смърчови гори, храстови съобщества и тревни площи. През 1977 г. резерватът влиза в програмата на ЮНЕСКО – „Човек и биосфера“ и е обявен за биосферен.

- Бистришките баби – група от певици за автентичен фолклор от софийското село Бистрица. Пеенето им е уникално, много старинно, запазено още от предхристиянската епоха. Специалисти го определят като уникална полифония на 3 гласа. Включени в Списъка на шедьоврите на световното нематериално културно наследство на ЮНЕСКО през 2005 г.

- Паметник на Никола Крушкин (Чолака) в с. Бистрица. Никола Крушкин е български просветен деец, софийски книжар и националреволюционер. Съратник на Васил Левски. Остава сирак и постъпва като послушник в Драгалевския манастир „Света Богородица Витошка“, където се запознава с Апостола. Като таксидиот на манастира обикаля и събира дарения в околните градове и села. Пропагандира родолюбие, просвета и революционни идеи, работи за националното освобождение. Спомага за основаването на частните революционни комитети в Софийско. Член е на Частните революционни комитети в София и с. Бистрица. Наричан е „Шопският апостол“. Главната улица в село Бистрица е наречена на негово име. В центъра на селото признателното потомство е издигнало барелеф в негова чест.

- Камбаните – парк-комплекс в София, в подножието на Витоша. Официалното му име е Международен парк на децата от света. Открит е през 1979 г. по идея на Людмила Живкова във връзка с домакинството на България на Международната детска асамблея „Знаме на мира“ под егидата на ЮНЕСКО.

- Лозенски манастир „Свети Спас“ – най-източната обител от Софийска Мала Света гора, основан в 13 век. Към края на 14 век, манастирът е разрушен, но през 17 век, според някои писмени източници, в него се е намирало училище с даскал Яким от София, а учениците са били от София и софийските села.

- Пасарелски параклис „Свети Георги Победоносец“ – това е лобното място на капитан Димитър Списаревски. Първоначално е поставена масивна гранитна морена, а по-късно е изградена паметна арка с имената на загиналите български летци през Втората световна война. Изградени са малък навес и маси с пейки за отдих непосредствено до паметната плоча и символичния гроб на капитан Списаревски. Близо до мястото преминава екопътека „Лозенска планина“, свързваща яз. Пасарел, връх Половрак, Лозенския манастир и с. Лозен.

- Паметник на Димитър Списаревски е издигнат на пл. „Капитан Петко войвода“ в центъра на с. Долни Пасарел – най-близкото селище до мястото, където българският летец-изтребител загива на 20 декември 1943 г. – местността „Стражарски дол“ в землището на селото, на около 2,5 km северозападно от него в Лозенската планина. Паметникът на поручик Димитър Списаревски в Пасарел е първият открит пълномащабен фигурален паметник на героя, след като от признателното потомство са поставени много негови паметни плочи в цяла България.

- Долнопасарелски манастир – намира се на около 5 km от Долни Пасарел в красива местност, на левия бряг на река Искър под връх Голяма Равуля (Калето). Възниква първоначално като параклис през XV век, а впоследствие се развива като малък манастир. През XIX век е построена запазената до днес църква, украсена с великолепни стенописи от самоковски и дебърски майстори.

- Шишмановски манастир – в близост до яз. Искър. В миналото там е имало друг, по-стар манастир, датиращ от времето на Втората българска държава, който турците опожаряват при изтеглянето си от българските земи. Името му е свързано с някогашното село Шишманово, в миналото носило името Чамурлий. Паметник на културата.

- Язовир „Искър“ – най-големият по площ и обем язовир в България. Разположен в горното течение на едноименната река. Използва се за водоснабдяване на София, както и за производство на електроенергия. В района му са разположени хотелски и почивни бази, ресторанти, ветроходната база „Щъркелово гнездо“ и опитното дивечовъдно стопанство „Искър“.